# Hoplopholcus patrizii
Hoplopholcus patrizii is een spinnensoort uit de familie trilspinnen (Pholcidae). De soort komt voor in Turkije.